# Любомир Михайлович
Любомир Михайлович (сербохорв. Ljubomir Mihajlović / Љубомир Михајловић, нар. 4 вересня 1943, Белград) — югославський футболіст, що грав на позиції захисника.
Виступав на батьківщині за «Партизан» з яким став дворазовим чемпіоном Югославії. Наприкінці кар'єри перебрався до Франції, де у складі «Ліона» виграв Кубок і Суперкубок Франції. Також грав за національну збірну Югославії, з яким став віце-чемпіоном Європи 1968 року.

## Клубна кар'єра
У дорослому футболі дебютував 1961 року виступами за команду «Партизан». У першому сезоні 1961/62 він зробив свій внесок у виграш чемпіонського титулу, зігравши шість ігор. Вже в наступні роки він грав по двадцять і більше ігор чемпіонату за сезон, вигравши три титули чемпіона Югомлавії в 1961/62, 1962/63 і 1964/65 роках. Здобувши титул чемпіона Югославії в сезоні 1964/65, «Партизан» отримав право грати в Кубку європейських чемпіонів, дійшовши до фіналу турніру. Всього за «Партизан» він провів 512 матчів в усіх турнірах і забив 9 голів.
Після дев'яти сезонів в «Партизані» Михайлович у 1970 році отримав право виступати за кордоном і 1970 року перейшов до клубу першого дивізіону Франції «Ліон». Наступні сім сезонів він провів на «Олімпіко» і виграв в 1973 році Кубок та Суперкубок Франції і ще двічі виходив у фінал Кубка (1971, 1976), але обидва рази «Ліон» зазнав поразки. Граючи у складі «Ліона» також здебільшого виходив на поле в основному складі команди.
Завершив ігрову кар'єру у команді другого французького дивізіону «Мелен», за яку виступав протягом сезону 1977/78 років.

## Виступи за збірну
12 жовтня 1966 року дебютував в офіційних іграх у складі національної збірної Югославії в товариському матчі проти Ізраїлю (3:1) в Тель-Авіві
У складі збірної був учасником чемпіонату Європи 1968 року в Італії, де разом з командою здобув «срібло», але на поле не виходив.
Свою останню гру за збірну Михайлович провів 27 квітня 1968 року у товариському матчі проти Чехословаччини (0:3) у Братиславі. Югославія програла з рахунком 3:0. Загалом протягом кар'єри в національній команді, яка тривала 3 роки, провів у її формі 6 матчів.

## Титули і досягнення
- Чемпіон Югославії (2):

«Партизан»: 1962/63, 1964/65
- Володар Кубка Франції (1):

«Ліон»: 1972/73
- Володар Суперкубка Франції (1):

«Ліон»: 1973